# Edward Janton
Edward Janton (ur. 11 lipca 1911 w Bochni, zm. 17 stycznia 1979 w Tarnowie) – drukarz, członek Armii Krajowej, w 1943 roku uczestnik akcji drukowania nielegalnych numerów gadzinówki "Goniec Krakowski".
Edward Janton urodził się w robotniczej rodzinie w Bochni. W 1926 roku został praktykantem w drukarni Juliusza Lehrhaupta, w roku następnym rozpoczął pracę w drukarni Zygmunta Jelenia, wydawcy i bibliofila. W maju 1934 roku wziął udział w organizacji strajku drukarzy, co spowodowało zwolnienie go ze stanowiska. Po roku przeniósł się do Wieliczki, gdzie udało mu się znaleźć zatrudnienie w tamtejszej drukarni.
Podczas okupacji hitlerowskiej pracował początkowo w Drukarni Kolejowej w Krakowie, od 1942 roku zarządzał drukarnią w Wieliczce. W tym czasie związał się z ruchem oporu, współtworząc konspiracyjną drukarnię Armii Krajowej w Kosocicach, gdzie powstawał między innymi "Małopolski Biuletyn Informacyjny". W 1943 roku drukarze przygotowali, na zlecenie Delegatury Rządu na Kraj, dwa nielegalne wydania "Gońca Krakowskiego", tzw. gadzinówki. W opracowywaniu szaty graficznej uczestniczył Edward Janton, który między innymi opracował winietę, zaś część tekstów wyszła spod pióra Tadeusza Seweryna.
Edward Janton został aresztowany przez Gestapo w nocy z 1 na 2 lipca 1944 roku. Po przejściowym pobycie w więzieniu Montelupich i obozie w Płaszowie został wywieziony do obozu koncentracyjnego Groß-Rosen, a w lutym 1945 roku do Mittelbau-Dora. Wyzwolony 15 kwietnia 1945 roku przez wojska amerykańskie, powrócił do Polski w sierpniu. Do końca 1946 roku pracował przy organizacji drukarni w Lwówku Śląskim, później przeniósł się do Tarnowa. Do 1962 roku pełnił funkcję kierownika drukarni, zaś w latach 1963−1972 dyrektora Przedsiębiorstwa Graficznego. W kolejnych latach został dyrektorem technicznym oddziału Drukarni Narodowej. Zmarł 17 stycznia 1979 roku i został pochowany na Starym Cmentarzu w Tarnowie.
Edward Janton był odznaczony między innymi Krzyżem Kawalerskim Orderu Odrodzenia Polski, Medalem Zwycięstwa i Wolności 1945 oraz Krzyżem Partyzanckim. Jego imieniem została nazwana ulica w tarnowskiej dzielnicy Zabłocie.